# Hana Brejchová
Hana Brejchová (12. prosince 1946 Praha – duben 2024 Kladno) byla česká herečka, sestra herečky Jany Brejchové.

## Život
Pochází z početné pražské rodiny, ze šesti sourozenců, její otec byl řidičem dálkové dopravy. Jejím manželem byl Jaroslav Bařina, má dvě dcery, Veroniku a Světlanu.
V roce 1965 onemocněla těžkou infekční žloutenkou a musela přerušit ročník na gymnáziu, kde studovala. Režisér Miloš Forman, bývalý manžel její sestry Jany, ji obsadil do hlavní role Anduly ve filmu Lásky jedné plavovlásky. Role jí přinesla velkou popularitu a stala se známou. Film byl nominovaný na Oscara a Brejchová doprovázela Formana na všech festivalech. Na festivalu v Benátkách se umístila na 3. místě v kategorii za nejlepší ženský herecký výkon (až za ní se umístila Claudia Cardinalová).
I poté hrála ve filmech, ale už jen v menších rolích.
V roce 2009 v bytě na pražské Argentinské ulici, kde žila, vypukl požár, který zapříčinila svíčka nebo cigareta, u které usnula. Jelikož se nadýchala zplodin a otravě oxidem uhelnatým, byla hospitalizovaná v Nemocnici Na Františku a poté v Psychiatrické léčebně v Bohnicích. Potom se odstěhovala do garsonky v domě s pečovatelskou službou ve středočeském Buštěhradu. Trpěla cukrovkou.
Zemřela v dubnu roku 2024.

## Filmografie
- 1965 Lásky jedné plavovlásky (role: Andula)
- 1965 Puščik jede do Prahy
- 1967 Grajski biki
- 1967 Jak se zbavit Helenky (role: Marcelka)
- 1968 Nejkrásnější věk (role: modelka Vránová)
- 1968 Těch několik dní (role: Květa)
- 1968 Žirafa v okně (role: Milena)
- 1969 Po stopách krve (role: Vlasta)
- 1977 Adéla ještě nevečeřela
- 1977 Já to tedy beru, šéfe…! (role: Anička)
- 1981 Kaňka do pohádky (role: žena v telefonní budce)
- 1981 Láska na druhý pohled (role: úřednice)
- 1981 Matěji, proč tě holky nechtějí? (role: Cupalová)
- 1981 Velké přání (role: Švecová)
- 1982 Má láska s Jakubem (role: učitelka)
- 1983 Anděl s ďáblem v těle (role: členka armády spásy)
- 1983 Evo, vdej se! (role: Hodková)
- 1984 Amadeus (role: členka císařské rodiny)
- 1984 Vyhrávat potichu (role: Péťova maminka)
- 1985 Boj o Moskvu (role: plačící žena)
- 1985 …nebo být zabit (role: žena-kostlivec)
- 1985 Zastihla mě noc (role: Božka)
- 1986 Zlá krev
- 1988 Cirkus Humberto (role: servírka)
- 1988 Druhý dech
- 1989 Vážení přátelé, ano
- 1990 Byli jsme to my?
- 1991 Dno
- 1991 Co teď a co potom? (role: Irena)
- 1992 Přítelkyně z domu smutku (role: servírka)
- 1994 O zvířatech a lidech
- 1995 Divoké pivo